# QUEENDOM (PUSHIM のアルバム)
『QUEENDOM』（クイーンダム）は、日本のレゲエミュージシャンPUSHIMの4枚目のアルバム。2004年8月4日発売。発売元はキューンレコード。

## 解説
- 前作に続きオリコントップ10入り。

## 収録曲
1. Welcome to Da QUEENDOM(1:26) 
インスト
2. SOLDIER(4:23) 
作詞・作曲：PUSHIM,TOMAS BELL,WILLIAM HART
11thシングル
3. FRESH!(5:14) 
作詞：PUSHIM、作曲：PUSHIM,H.TANAKA
4. Straight Push(4:52) 
作詞：PUSHIM、作曲：PUSHIM K.KON
5. SATISFACTION featuring ELEPHANT MAN(4:34) 
作詞：PUSHIM O.BRYAN、作曲：PUSHIM
6. CRAZY FORTUNE(5:15) 
作詞・作曲：PUSHIM
7. Body&Soul～ラガ Me Crazy～(3:51)
8. Like a sunshine,my memory(4:36) 
作詞・作曲：PUSHIM
10thシングル
9. HOTTIE HOTTIE(4:35) 
作詞：PUSHIM、作曲：PUSHIM K.KON
10. スタッカート・スタッカート with FIRE BALL(4:39) 
作詞：PUSHIM FIRE BALL、作曲：PUSHIM FIRE BALL D.O.I.
11. 真夏の雨(5:44) 
作詞：NOKKO、作曲：AKIO DEBASHI
レベッカのカバー
12. Music A Groove Me(To My Friend Version)(4:54) 
作詞・作曲：PUSHIM
13. a song dedicated(5:01) 
作詞・作曲：PUSHIM
12thシングル
14. EBB Tide (G Breeze Dub Mix) / HOME GROWN featuring PUSHIM(4:39)
作詞・作曲：PUSHIM
ボーナストラック